# Rhianne Barreto
Rhianne Gabrielle H. Barreto, född 25 mars 1998, är en brittisk skådespelare.
Barreto har bland annat medverkat i TV-serierna The Outlaws där hon spelade, Rani Rekowski, en av huvudrollerna och No Escape där hon spelade Kitty, även det en av huvudrollerna.

## Filmografi (i urval)
- 2021–2024 – The Outlaws (TV-serie)
- 2023 – No Escape (TV-serie)